# Ryssgubbar
Ryssgubbar (Bunias) är ett släkte som ingår i familjen korsblommiga växter.
Arternas ursprungliga utbredningsområde sträcker sig från Medelhavsområdet till Centralasien. De har blomställningar med många förgreningar och små vita eller gula blommor. Släktets medlemmar hittas ofta på ödemark, intill vägar eller vid strandlinjer. Arten ryssgubbe introducerades under 1600-talet i Central- och Nordeuropa. Frukten används bland annat som tillskott i sallad eller som foder.
Ryssgubbar finns i Sverige huvudsak från Roslagen och norrut utmed kusten. De kom till hit efter de ryska härjningarna 1719 då Peter den stores flotta hemsökte oss och härjade vilt. Intressant är också att ryssgubbar idag påträffas utanför Paris där ryska trupper belägrade staden 1814 på senvåren. 
Arter enligt Catalogue of Life:
- Bunias cochlearioides
- vingdådra (Bunias erucago)
- ryssgubbe (Bunias orientalis)

## Bildgalleri

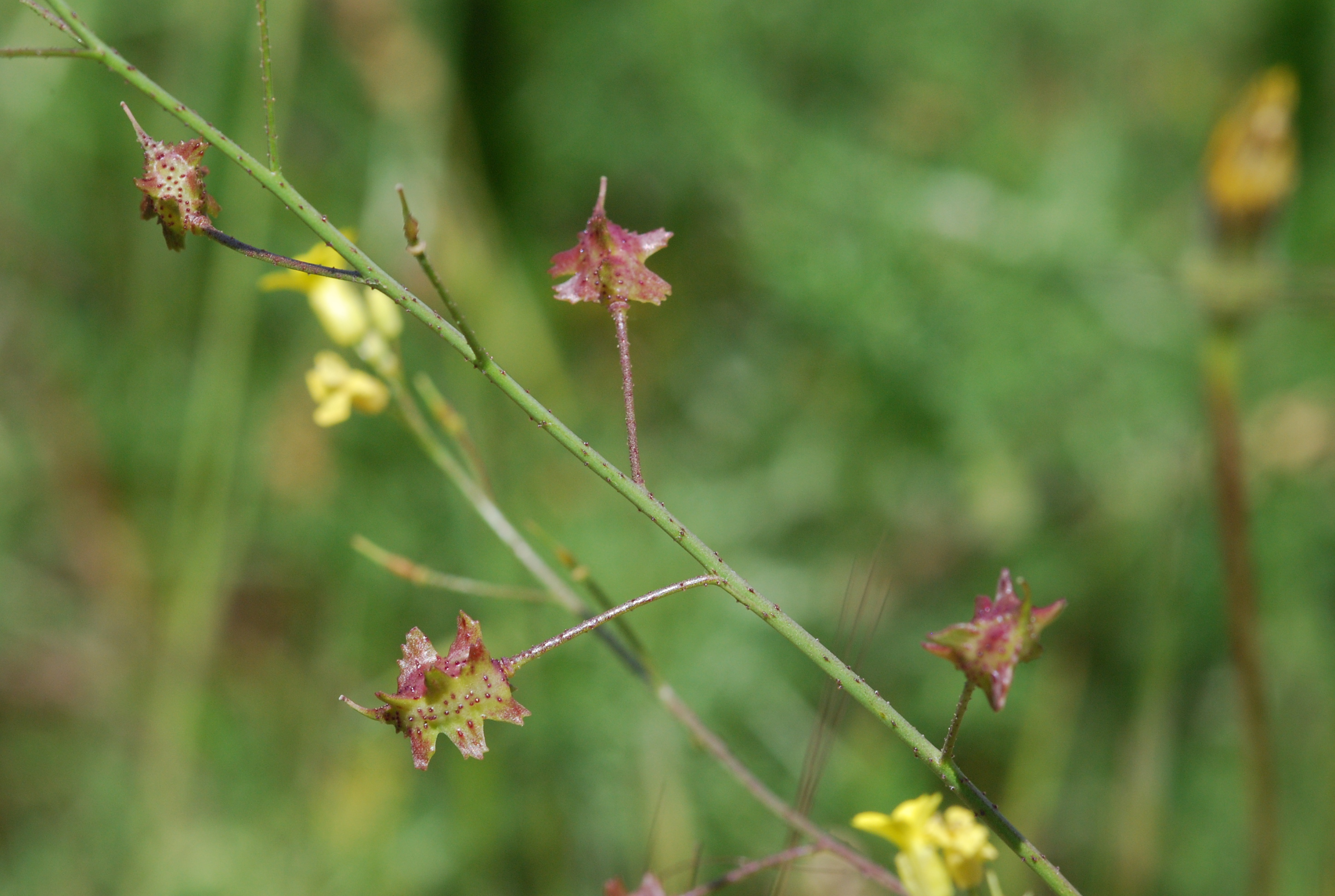
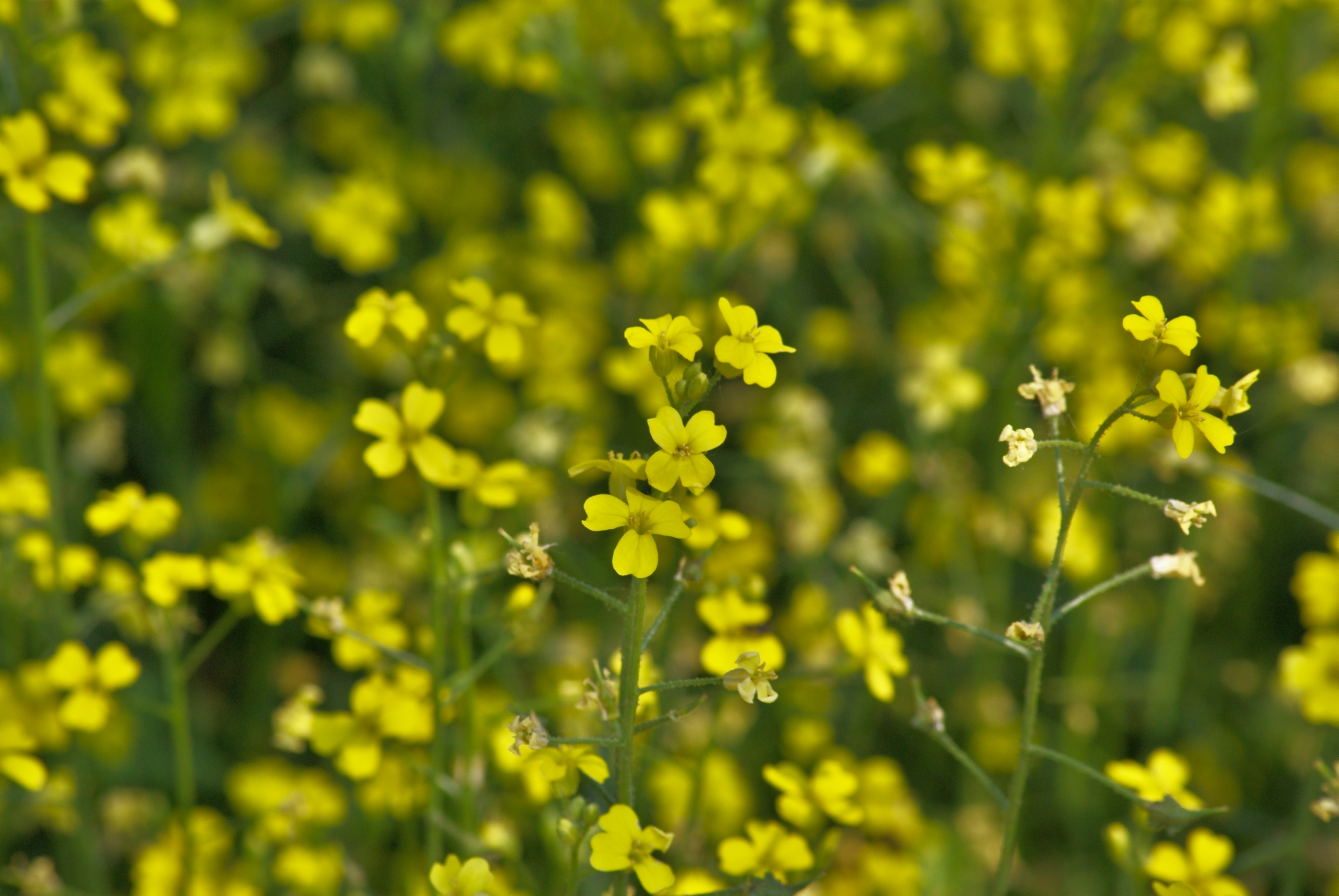
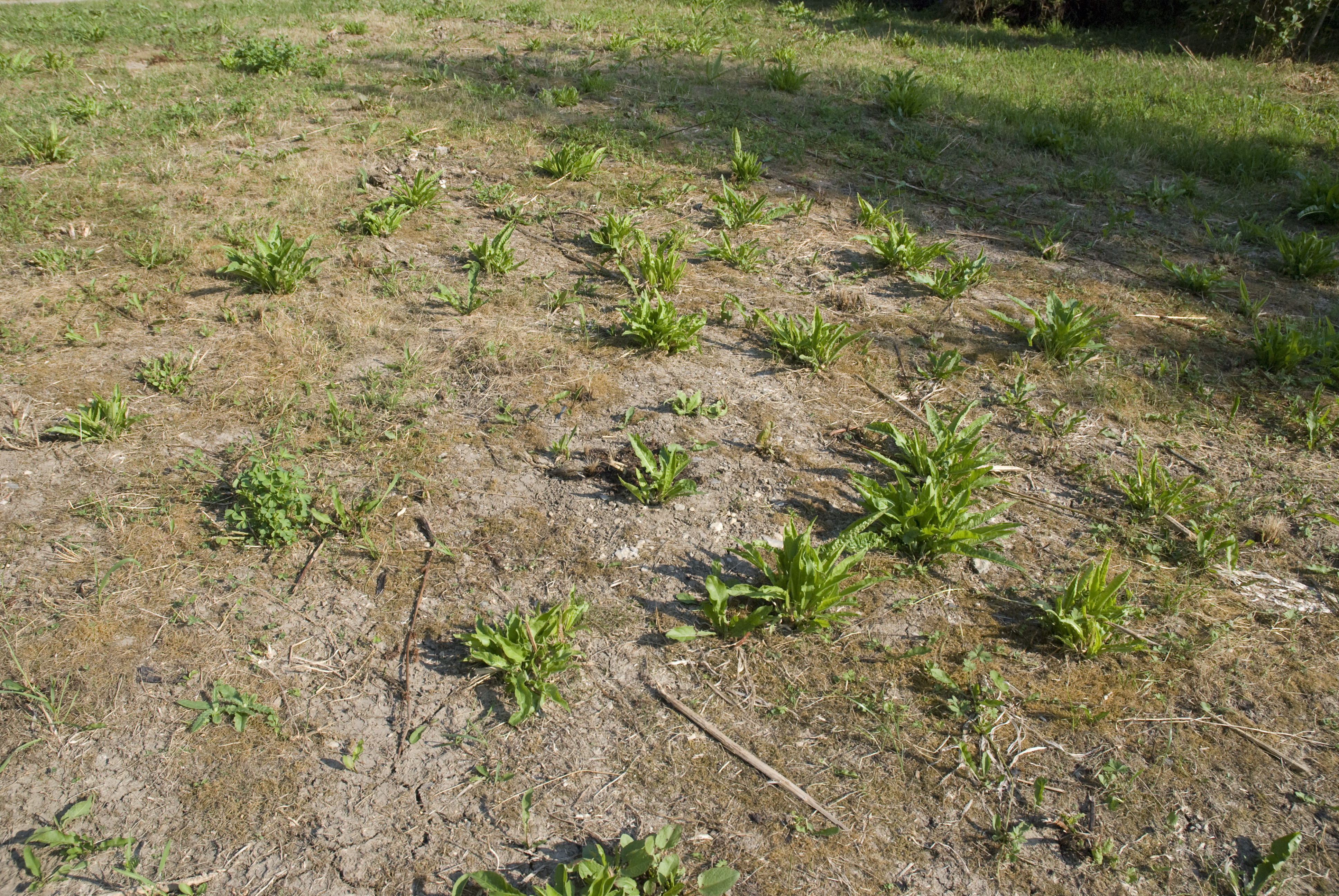
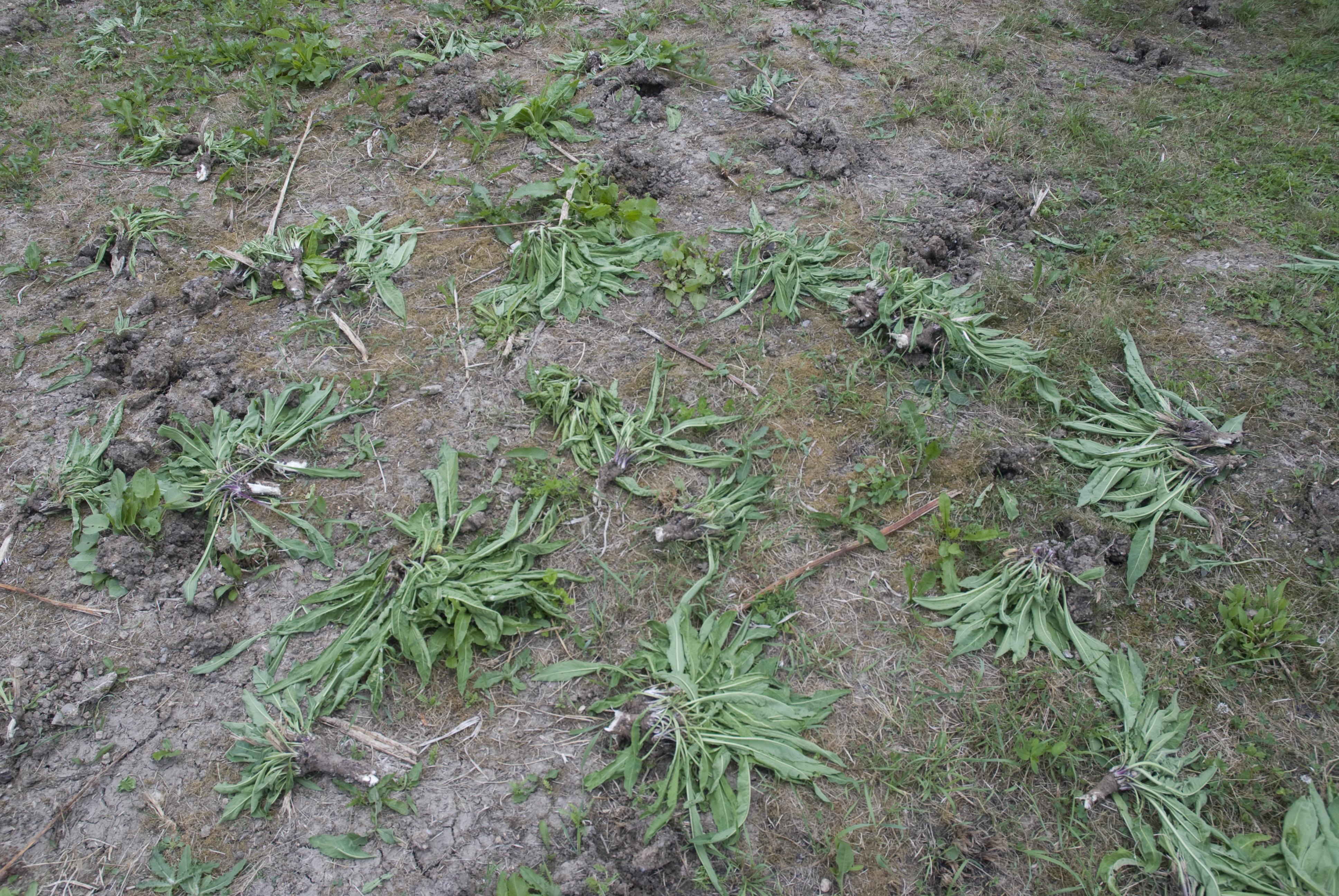
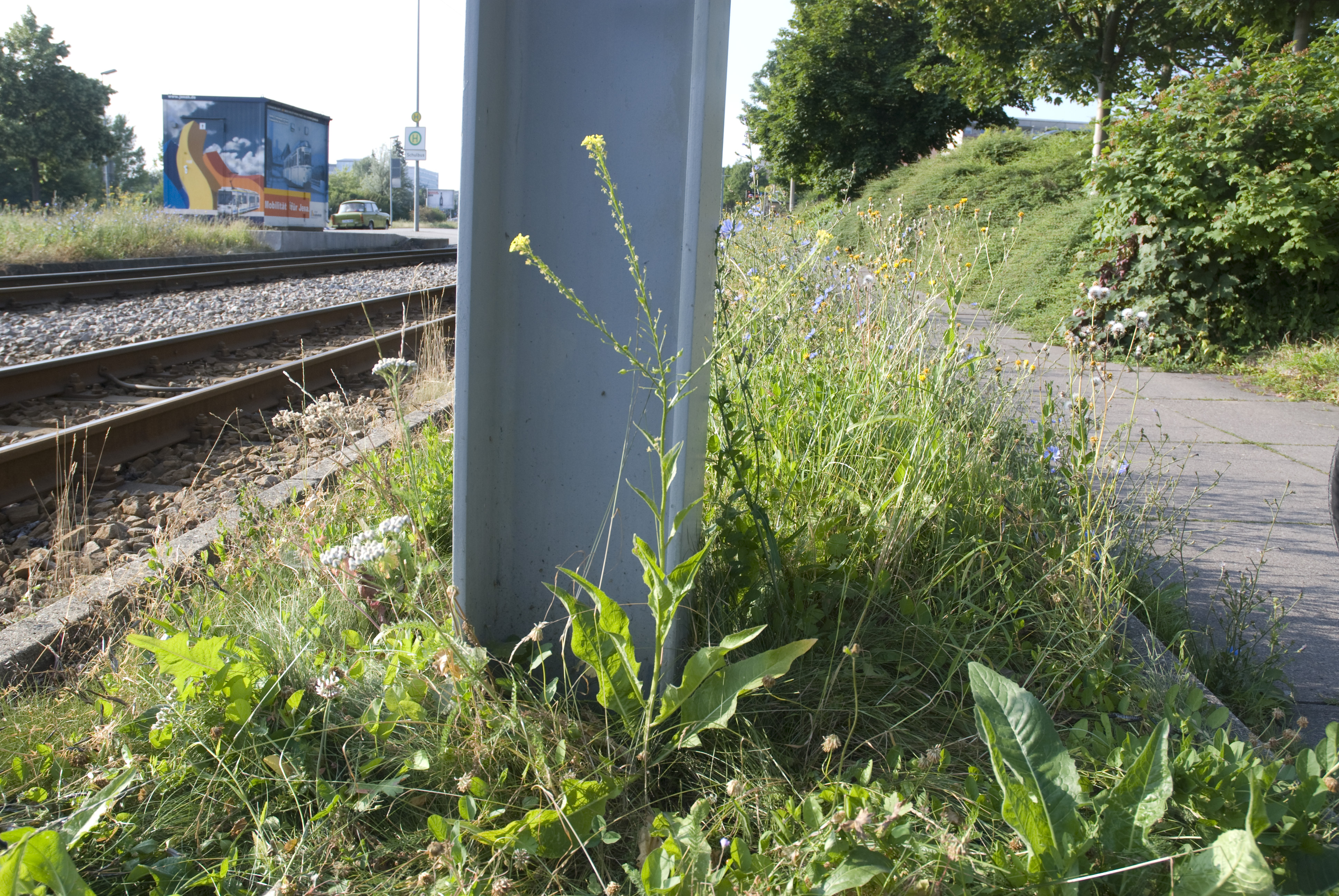
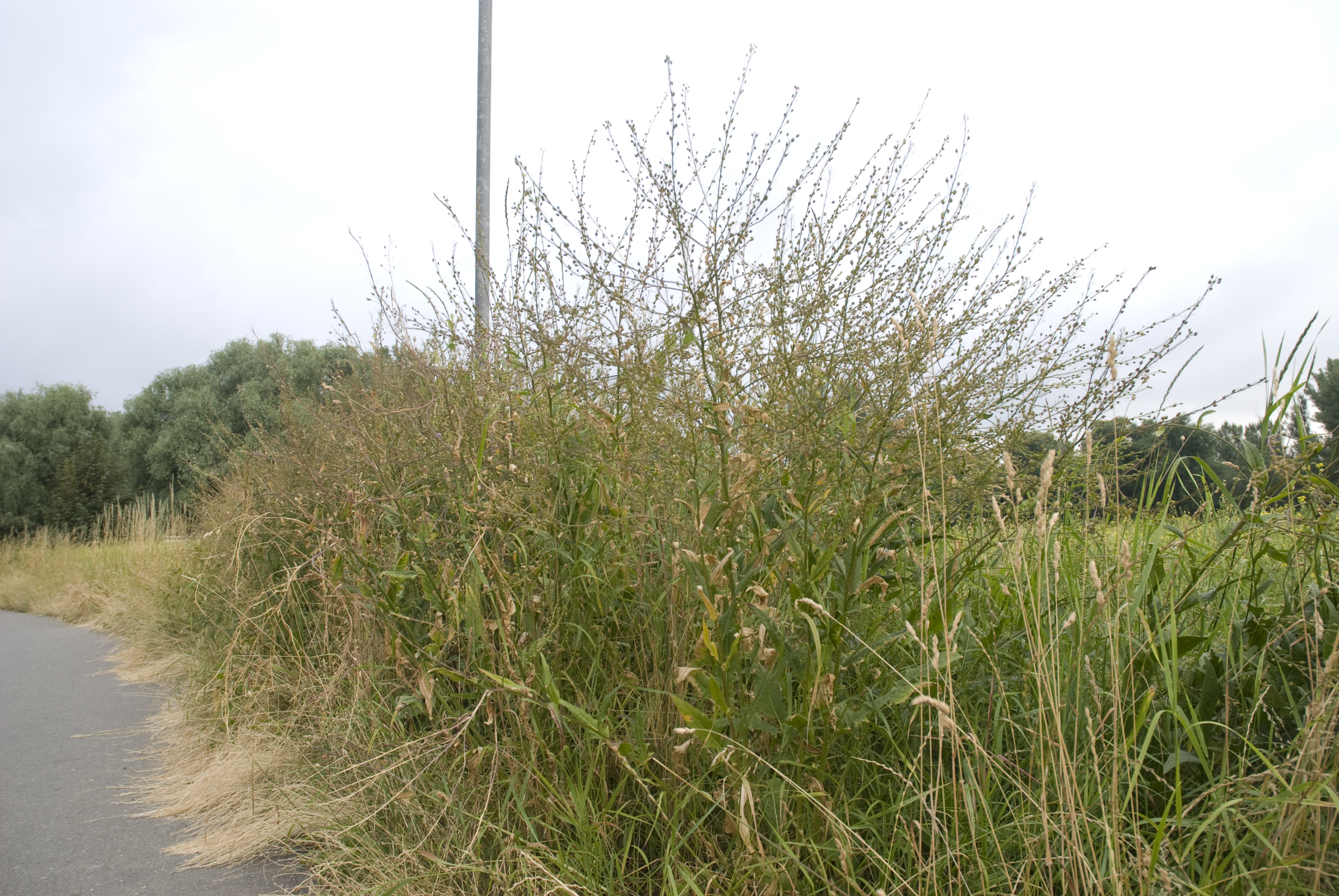